# Јањски вишебој
Јањски вишебој је спортско-забавна и етно-туристичка манифестација која се одржава у Јању, у Стројицама, недалеко од Шипова у Републици Српској.

## Историјат
Општина Шипово, Завичајно удружење Јањана из Војводине и Културно-умјетничко друштво Јањ из Стројица организује јединствену манифестацију Јањски вишебој, која је 2018. године одржана, традиционално по 10. пут. Јањски вишебој има своје коријене у садржајима Јањског сабора, с тим што су они, оснивањем Вишебоја додатно проширени и издвојени као засебна спортско-забавна и етно-туристичка манифестација која се сваке године одржава половином мјесеца јула, у вријеме одржавања Дана Шипова, збирне манифестације коју чине бројни културни, спортски, забавни и такмичарски садржаји. За вријеме трајања Јањског вишебоја, многе познате личности које су поријеклом из ових крајева долазе и учествују у спортским надметањима (Дарко Миличић, који је добио титулу витез Јањског вишебоја, Мирослав Радуљица, Драженко Нинић, Никола Рађен). Манифестација је настала из потребе за јачим везама Јањана који су одселили из завичаја и који сваке године, долазе на Вишебој. Највише их има из Војводине, али долазе дакако и из других крајева свијета. Манифестација има и свој духовни карактер, јер почиње молитвеним службама у Стројичкој цркви, а и сами црквени оци узимају учешћа на манифестацији (Владика Атанасије Ракита направио први откос на такмичењу у кошевини 2015. године, која је заправо и прва спортска дисциплина манифестације) и благосиљају такмичаре и учеснике. Вишебоју присуствују и бројне личности из политичког живота Републике Српске, као и музичари разних жанровских опредјељења. Јањски вишебој настоји да сачува традицију народа шиповачког краја и кроз смотру народног стваралаштва, учествовању и дефилеу бројних културно-умјетничких друштава и изложби домаћих аутохотних производа и ручних радова и рукотворина за разне потребе. За вријеме трајања Вишебоја одржава се и традиционално машалање, паљење лила.

## Дисциплине Јањског вишебоја
Све дисциплине Јањског вишебоја имају по три награде, од којих су неке финансиране средствима Владе Републике Српске, Министарства пољопривреде, шумарства и водопривреде Републике Српске у сврху промовисања културног насљеђа овог дијела Републике Српске.

### Спортске дисциплине
- Фудбал
- Скок у даљ из места
- Бацање камена с рамена
- Надвлачење конопца
- Кошевина

1. Сениори
2. Ветерани
3. Јуниори

### Етно дисциплине
- Најљепше обучена мушка особа у јањску народну ношњу
- Најљепше обучена женска особа у јањску народну ношњу
- Најљепше обучено дијете у јањску народну ношњу
- Женске рукотворине
- Мушка рукотворина
- Најбољи јањски кајмак
- Најбољи јањски сир

У пређашњим издањима Вишебоја одржаване су и штрапаријаде и трке коња и такмичења у брзопотезном шаху и стоном тенису.